# Lietuvos ryto TV
 Lietuvos ryto TV – litewski kanał telewizyjny. Założony w 2008 roku. Zastąpił wcześniejszy kanał Channel 5.

## Programy
- Derliaus kraitė
- Gyvai
- Kur dingsta pinigai?
- Orai
- Naujas gyvenimas
- 24/7
- Autofanai
- Girių takais
- Kodėl?
- Pradėk nuo savęs
- Reporteris
- Sąmokslo teorija
- Super LT
- Sveikatos kodas
- Teritorija
- TV forumas
- Žurnalisto tyrimas
- Žvejo biblija